# حولاف (حديبو)

تعديل مصدري - تعديل

حولاف إحدى قرى مديرية حديبو التابعة لمحافظة سقطرى، بلغ تعداد سكانها 113 نسمة حسب تعداد اليمن لعام 2004.